# Synallaxe d'Azara
Synallaxis azarae
Espèce
Statut de conservation UICN

 LC  : Préoccupation mineure
Le Synallaxe d'Azara (Synallaxis azarae) est une espèce de passereau de la famille des Furnariidae.
Son nom est attribué à l'ingénieur et naturaliste Félix de Azara (1742-1821).

## Répartition
Son aire s'étend à travers les Andes : de la cordillère de Mérida au flanc sud-est de la puna. 

## Habitat
Son habitat naturel sont les forêts sèches et les montagnes humides subtropicales ou tropicales.